# طارد أسماك القرش
طاردات أِسماك القرش هي مجموعة من الطرق والتقنيات التي تهدف لإبعاد أسماك القرش عن المنطقة. وتندرج طاردات أسماك القرش ضمن فئة تقنيات طاردات الحيوانات. تتنوع طاردات أسماك القرش بناءا على التقنيات التي تستخدمها في إبعاد خطر أسماك القرش ومن بينها طارد أسماك القرش المغناطيسي، وطاردات أسماك القرش الحساسة للكهرباء، وطارد أسماك القرش الكهربائية، وطاردات أسماك القرش التي تستخدم مواد شبه كيماوية، كما أن هناك بعض المواد الطبيعية الطاردة لأسماك القرش.

## الاستخدام
يمكن استخدام طارد أسماك القرش لحماية الناس من أسماك القرش عن طريق إبعادها عن المناطق التي من المحتمل أن تقتل فيها البشر، كما يمكن استخدامها لإبعاد أسماك القرش عن المناطق التي قد تشكل خطرًا على الأسماك نفسها بسبب النشاط البشري، ويعمل طارد أسماك القرش في هذه الحالة كطريقة لحفظ أنواع أسماك القرش.

## لمحة تاريخية
يعود تاريخ طارد أسماك القرش الاصطناعي الحديث إلى أربعينيات القرن العشرين على الأقل، حيث استخدمتها البحرية الأمريكية في المحيط الهادئ أثناء الحرب العالمية الثانية. أجريت بعض الأبحاث المبكرة حول طارد أسماك القرش خلال الحرب العالمية الثانية عندما سعت الخدمات العسكرية لتقليل المخاطر التي يتعرض لها الطيارون والبحارة الذين تقطعت بهم السبل في الماء. ولا تزال الأبحاث حول تقنيات طرد أسماك القرش مستمرة حتى وقتنا الحاضر، وقد شارك فيها علماء وباحثون بارزون من بينهم الأمريكيين يوجيني كلارك، وصمويل إتش جروبر الذي أجرى اختباراته في منطقة بيميني شاركلاب في جزر الباهاماس، والعالم الياباني كازو تاتشيبانا. كما طورت الطاهية الأمريكية الشهيرة جوليا تشايلد طارد سمك القرش أثناء عملها في مكتب الخدمات الإستراتيجية.
استندت التقنيات الأولية لطرد أسماك القرش إلى أبحاث ودراسات تاريخية في ذلك الوقت فكانت تعتمد على استخدام رائحة سمكة قرش أخرى ميتة، ومن ثم بُذلت جهود مضنية لعزل المكونات النشطة في أجسام أسماك القرش الميتة التي تصد أسماك القرش الأخرى، وفي النهاية وُجد أن بعض مركبات النحاس مثل أسيتات النحاس إلى جانب مكونات أخرى يمكن أن تحاكي رائحة سمكة القرش الميتة وتدفع أسماك القرش الحية بعيدًا عن البشر في الماء. حصل عالم الأسماك والأحيائي الأمريكي ستيوارت سبرينغر وآخرون على خلفية هذا الاكتشاف على براءة اختراع طارد أسماك القرش الذي يتكون من مزيج من أسيتات النحاس وصبغة داكنة اللون لإخفاء المستخدم. استخدم للبحارة والطيارون في البحرية الأمريكية هذا النوع من طاردات اأسماك القرش منذ عقود طويلة، وكان يعبأ في البداية على هيئة كعكة باستخدام مادة رابطة شمعية قابلة للذوبان في الماء ومجهزة بسترات النجاة. استخدمت البحرية طارد أسماك القرش على نطاق واسع بين عامي 1943 و 1973. ويُعتقد أن هذه التقنية تنجح تصد أسماك القرش في بعض المواقف، ولكن ليس في كل الأحوال بنسبة فعالية تقارب 70٪.